# Seymour (Muppet)
Seymour is een personage uit de Amerikaanse poppenserie Muppets Tonight.
Hij is een olifant die in dit programma altijd in teamverband werkte met Pepe the Prawn. In het eerste seizoen bedienden ze de lift van de KMUP-studio, in seizoen twee werkten ze in de kantine. Daarnaast droomden ze van een loopbaan als kleinkunstenaars. Telkens als zich de gelegenheid voordeed, betraden ze het podium in een poging de kijkers te vermaken. Iets wat onherroepelijk mislukte.
Seymour werd gespeeld door Brian Henson. Nadat Muppets Tonight stopte, werd de pop Seymour niet meer gebruikt. Pepe the Prawn daarentegen werd toegevoegd aan de kern van belangrijkste Muppets.